# Díocles de Peparetos
Díocles de Peparetos (grec antic: Διοκλῆς, llatí: Diocles) fou un historiador natural de Peparetos que va ser el primer grec a escriure sobre la fundació de Roma i que va servir de font a Quint Fabi Píctor. No se sap a quina època va viure.
Podria ser també l'autor d'un llibre sobre herois (περὶ ἡρώων σύνταγμα) esmentat per Plutarc, i d'una història de Pèrsia (Περσικά) que esmenta Flavi Josep, obres que podrien correspondre també a Díocles de Rodes, que també esmenta Plutarc.